# Панд-Орей (река)
Панд-Орей (англ. Pend Oreille River) — река на севере штата Айдахо, северо-востоке штата Вашингтон и юго-востоке канадской провинции Британская Колумбия. Длина составляет 209 км. Приток реки Колумбия. Панд-Орей иногда рассматривается как нижняя часть реки Кларк-Форк, которая берёт начало на западе штата Монтана и включает приток Флатхед, берущий начало на крайнем юго-востоке Британской Колумбии. Общий бассейн реки вместе со всеми верховьями составляет около 66 800 км². Средний расход воды — 748 м³/с.

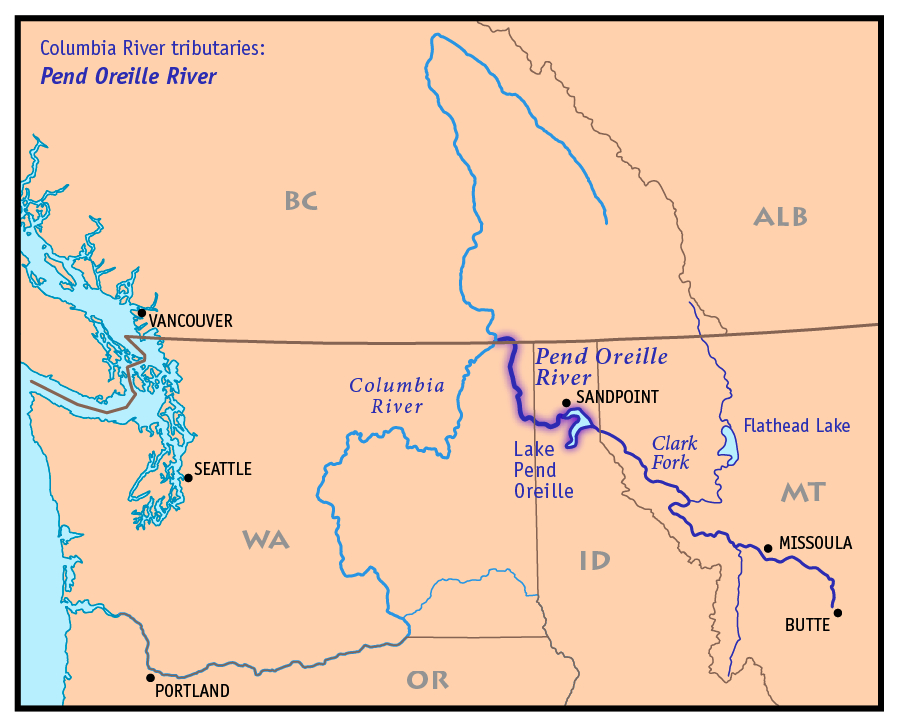

Река вытекает из западной части озера Панд-Орей, расположенного в округе Боннер штата Айдахо, недалеко от города Сандпойнт (река Кларк-Форк впадает в озеро с восточного конца). Высота истока — 629 м над уровнем моря. Течёт сперва на запад, принимает приток Прайест, пересекает границу со штатом Вашингтон, вскоре после чего поворачивает на север. Протекает через национальный лес Колвилл. Панд-Орей пересекает государственную границу с Канадой, течёт в западном направлении на протяжении около 24 км и впадает в реку Колумбия примерно в 3,2 км к северу от границы с США и в 8 км к югу от деревни Монтрос. Высота устья — 408 м над уровнем моря.